# Dennis Pelican
Der Dennis Pelican war ein Omnibus des britischen Herstellers Dennis Brothers. Er wurde 1956 lediglich ein Exemplar gebaut.
Mitte der 1950er Jahre setzte auch in Großbritannien ein Trend zu Bussen mit unterflur angeordneten Motoren ein. Die Vorteile dieser Anordnung des Motors lagen in der größeren Sitzplatzkapazität bei gegebener Länge, dem leichteren Ein- und Ausstieg für die Fahrgäste, der besseren Gewichtsverteilung und dem leichteren Zugang zu den mechanischen Baugruppen, was zur Einsparung von Wartungskosten führte. Dennis wollte seiner neu entwickelten Unterflur-Busse durch ein leichtes Modell ergänzen und entwickelte den Pelican. Zum Einsatz kam ein liegend eingebauter Sechszylinder-Dieselmotor mit 5,5 l Hubraum. Der von Dennis selbst entwickelte Motor leistete 92 bhp. Der Aufbau kam von Duple Coachbuilders und war für 44 Sitzplätze ausgelegt. Dennis sah jedoch keine Chancen, sich auf dem hart umkämpften Markt gegen Leyland und AEC durchzusetzen und übernahm den Bus nicht in die Serienproduktion. Das Fahrzeug wurde an Yellow Coaches in Guildford verkauft, dort eine Zeit lang eingesetzt und später abgebrochen. Der Aufbau wurde später auf das Fahrgestell eines AEC Reliance gesetzt.